# 풀라드 마한 FSC
풀라드 마한 FSC는 2012년 해체된 이란의 풋살 선수단이다.

## 우승 기록
- 이란 풋살 슈퍼리그
  - 우승(2): 2008-09, 2009-10

- AFC 풋살 클럽 챔피언십
  - 우승(1): 2010